# Adam Śmigielski

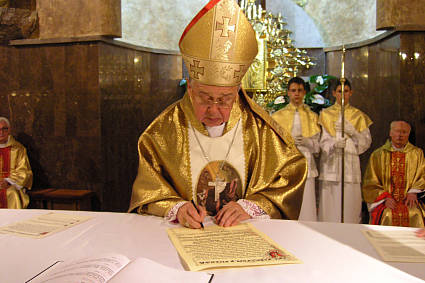
Bischof Adam Śmigielski SDB

Adam Stefan Śmigielski SDB (* 24. Dezember 1933 in Przemyśl, Woiwodschaft Lemberg (heute Woiwodschaft Karpatenvorland), Polen; † 7. Oktober 2008 in Sosnowiec, Woiwodschaft Schlesien) war Bischof von Sosnowiec.

## Leben
Adam Śmigielski trat als 18-Jähriger in das Priesterseminar der Salesianer Don Boscos in Krakau ein. Von 1951 bis 1953 studierte er Philosophie und Katholische Theologie in Krakau und Los Angeles. 1955 legte er die Profess ab und absolvierte Aufbaustudien in Philosophie und Theologie in Krakau, Lublin und Warschau. Er empfing am 30. Juni 1957 die Priesterweihe durch den Bischof von Lublin Piotr Kalwa. 1979 wurde er am Päpstlichen Bibelinstitut in Rom und Jerusalem promoviert. Von 1975 bis 1981 war er Regens des Priesterseminars der Salesianer in Krakau. Von 1982 bis 1986 engagierte er sich als Direktor des Don-Bosco-Hauses in Auschwitz. Von 1986 bis 1992 war er Leiter des Ordens in Breslau.
Papst Johannes Paul II. ernannte ihn am 25. März 1992 zum ersten Bischof des mit gleichem Datum durch die Apostolische Konstitution Totus Tuus Poloniae Populus gegründeten Bistums Sosnowiec. Die Bischofsweihe spendete ihm am 30. Mai 1992 Józef Kardinal Glemp, Erzbischof von Warschau; Mitkonsekratoren waren der Erzbischof von Krakau, Franciszek Kardinal Macharski, und Stanisław Nowak, Erzbischof von Częstochowa. Sein Wahlspruch war Da mihi animas cetera tolle („Gib mir Seelen, alles andere nimm!“) – das Motto seines Ordens. Er erhielt die Ehrenbürgerwürde der Städte Sosnowiec (2007), Jaworzno (2007), Będzin (2008) und Czeladź (2008) ausgezeichnet. Er
litt an einem Bauchspeicheldrüsenkrebs und starb mit 74 Jahren im St.-Barbara-Hospital in Sosnowiec.